# Jason Gardner
Jason Corey Gardner (* 14. November 1980 in Indianapolis, Indiana) ist ein US-amerikanischer Basketballtrainer und ehemaliger -spieler. Mit den EWE Baskets Oldenburg wurde Gardner 2009 deutscher Meister und als MVP der höchsten deutschen Spielklasse Basketball-Bundesliga ausgezeichnet.

## Karriere
Der nur 1,78 m große und 85 kg schwere Guard spielte während seiner Studienzeit in seinem Heimatland von 1999 bis 2003 für die renommierten Wildcats der University of Arizona in der NCAA. Mit der Mannschaft erreichte er 2001 das Finalspiel der landesweiten NCAA-Endrunde, das jedoch gegen die Blue Devils der Duke University um Shane Battier und Mike Dunleavy jr. verloren ging. Obwohl Gardner in seinem Senior-Spieljahr in der NCAA als All-American ausgezeichnet wurde und den Frances Pomeroy Naismith Award für den besten Spieler mit einer Körpergröße von nicht mehr als 183 cm verliehen bekam, blieb er in der Entry Draft der am höchsten dotierten Profiliga NBA unberücksichtigt. Daraufhin startete Gardner seine Profikarriere in Europa und spielte für den slowenischen Meister KK Krka aus Novo mesto, der jedoch in jener Saison 2003/04 enttäuschend abschnitt. Nach einer Saison in Belgien für Telindus aus Ostende war Gardner in der Saison 2005/06 in der israelischen Ligat ha’Al für Maccabi Ironi aus Ramat Gan aktiv.
Zur Saison 2006/2007 wechselte Gardner zu den Telekom Baskets aus Bonn in die deutsche Basketball-Bundesliga. Mit seiner Mannschaft verlor er in der ersten Play-off-Runde knapp in fünf Spielen gegen den späteren Meister Brose Baskets Bamberg. Zur folgenden Saison wechselte er zum Ligakonkurrenten EWE Baskets aus Oldenburg, mit denen er in den Play-offs in der ersten Runde den Titelverteidiger Brose Baskets bezwingen konnte. In der Halbfinalserie scheiterte man dann am späteren Meister ALBA Berlin. Im zweiten Jahr in Oldenburg reichte es dann 2009 zum ersten Meistertitel für den Verein, nachdem man äußerst knapp in den Schlusssekunden des letzten Finalserienspiels seine ehemalige Mannschaft Telekom Baskets Bonn besiegen konnte. Zuvor war Gardner bereits zum MVP der BBL-Saison 2008/09 gewählt worden. Im folgenden Jahr fiel Gardner insbesondere zu Saisonbeginn durch Verletzungen aus und konnte schließlich zum Saisonende an sein früheres Leistungsniveau nicht anschließen, bei dem der Titelverteidiger und Hauptrundenerste EWE Baskets überraschend bereits in der ersten Runde der Play-offs 2009/10 scheiterte. Nach dem enttäuschenden Ausscheiden wurde Gardners Vertrag in Oldenburg nicht mehr verlängert.
Gardner beendete seine aktive Karriere daraufhin 2010, nachdem er nach seinen Verletzungen keine entsprechenden Vertragsangebote mehr bekam, und wurde Basketballtrainer. Nach einer Tätigkeit für eine High-School-Mannschaft seiner Heimatstadt wurde er 2011 Trainerassistent bei den Ramblers der Loyola University Chicago. Nach zwei Jahren wechselte er in gleicher Position zu den Tigers der University of Memphis. Nach nur einem Jahr kehrte er 2014 in seine Heimatstadt zurück und wurde verantwortlicher Trainer der Jaguars der Indiana University-Purdue University Indianapolis (IUPUI), die als Mitglied der Summit League ebenfalls in der Division I der NCAA spielen.